# BMW VI
O BMW VI, foi um motor para aviões alemão. Ele era um V12 refrigerado a água que foi desenvolvido durante a década de 20, e era basicamente composto por dois bancos do motor de seis cilindros BMW IV.

## Histórico
O BMW VI, foi uma dos mais importantes motores de avião alemães nos anos que antecederam a Segunda Guerra Mundial, com milhares tendo sido construídos.
A produção em série teve início em 1926. Depois de mais de 1.000 unidades produzidas, em 1930, foi permitido à Alemanha voltar a construir aviões militares, o que aumentou ainda mais a demanda.
Em 1933, esse modelo de motor foi usado nos primeiro experimentos com injeção direta de combustível. Ele foi produzido sob licença no Japão e na União Soviética. Cerca de 9.200 deles foram produzidos entre 1926 e 1938.

## Utilização
Aviões
- Albatros L 77
- Arado Ar 64
- Arado Ar 65
- Arado Ar 68
- Arado SSD I
- Dornier Do 10
- Dornier Do 17
- Focke-Wulf Fw 42
- Heinkel He 45
- Heinkel He 51
- Heinkel He 59
- Heinkel He 60
- Heinkel He 70
- Junkers F.24ko
- Kawasaki Type 92
- Polikarpov R-5 (protótipo)
- Schienenzeppelin
- Tupolev TB-3 (Mikulin M-17)